# Зоофилия
Зоофили́я (от греч. ζῷον «животное» + φιλία «дружба; любовь») или скотоло́жество, скотоло́жство — парафилия, определяемая как влечение человека, направленное на животных, или признание животных сексуально привлекательными. Термин был предложен в 1894 году немецким психиатром Рихардом Крафт-Эбингом в книге «Сексуальные психопатии».

## Терминология
Со времени своего появления у термина «зоофилия» появились дополнительные значения. О необходимости различия терминологии, относящейся к патологическим и непатологическим сексуальным контактам с животными, писал ещё Крафт-Эбинг:

Среди случаев скотоложства имеется группа, которая возникает безусловно на патологической почве, в которой можно доказать наличие тяжелого отягощения, конституциональных неврозов, импотенции при сношении с женщинами и где противоестественные действия являются импульсивными. Вполне целесообразно дать этим патологическим случаям особое название: именно если за непатологическими случаями сохранить термин «скотоложство» («бестиализм»), то для патологических можно было бы избрать слово «зооэрастия».

В последние десятилетия в английском языке также наблюдается расхождение в значениях слов зоофилия и скотоложество. Таким образом, термин зоофилия (англ. zoophilia) аналогичен, но не идентичен термину «скотоложество» (англ. bestiality), который подразумевает только половой контакт между человеком и животным, но не влечение. Кроме того, не каждый зоофил, имеющий влечение, вступает в сексуальные отношения с животными.
Слово «зоофилия» в языке имеет чёткую сексуальную коннотацию, вследствие чего буквальное значение «привязанность или ощущение привлекательности животных» практически не используется, вместо этого используется описательное словосочетание «любовь к животным».
В сексологии, психологии и разговорной речи понятию «зоофилия» соответствуют спектр таких значений, как половое влечение человека к животным и ощущение их эротической привлекательности.
Иногда также используется термин «содомия», означающий непосредственный сексуальный контакт между человеком и животными.

## Сексуальные отношения с другими видами в истории человечества
В мифах различных народов существуют многочисленные упоминания о происхождении людей от животных, животных от людей, а также о сексуальных связях мифологических персонажей с самыми различными животными (от медведей и быков до змей и бабочек).
Некоторые авторы истолковывают мифы о кентаврах и кинокефалах (людях с собачьими головами) как отголоски сексуальных контактов с представителями других биологических видов, которые, согласно таким гипотезам, были довольно распространёнными на раннем этапе развития человечества, однако такое истолкование не является общепризнанным.
Цивилизации Древнего мира, как правило, терпимо относились к сексуальным контактам с животными: известно о распространённости таких связей в Индии, доколумбовой Америке, Древнем Риме и Древней Греции; при этом зоофилия была наиболее распространена в сельскохозяйственных районах и носила заместительный (использовалась как средство снятия сексуального напряжения) или ритуальный характер.
Были и примеры противоположного отношения. Например, по иудейским законам скотоложество наказывалось смертной казнью: «Всякий скотоложник да будет предан смерти» (Исх. 22:19 и др.), а в Средние века в Европе скотоложцы приговаривались к сожжению.
По мнению д.м.н. Г. Б. Дерягина, д. м. н. П. И. Сидорова и д. м. н. А. Г. Соловьева, на Руси отношение к зоофилии было относительно терпимым: она не одобрялась, но и не наказывалась серьёзно. Учёные приводят свидетельство австрийского дипломата Сигизмунда Герберштейна, согласно которому, новгородский епископ Нифонт дал такой ответ на вопрос о том, можно ли употреблять в пищу мясо и молоко коровы, с которой совокупился человек: «Все могут употреблять это в пищу, кроме самого развратителя»; другого наказания не предусматривалось. Позже скотоложество наказывалось лишением всех прав состояния и ссылкой в Сибирь.

## Зоофилия в религии
Иудаизм однозначно трактует упомянутые выше строки Ветхого Завета как запрещающие зоофильные контакты. В христианстве испытание страсти к животным тоже причисляют к греховному, а христианский философ Фома Аквинский наряду с гомосексуальностью относит это к наитяжелейшим грехам.
В Книге Левит пишется: «И ни с каким скотом не ложись, чтоб излить семя и оскверниться от него; и женщина не должна становиться пред скотом для совокупления с ним: это гнусно» (Лев. 18:23). «Кто смесится со скотиною, того предать смерти, и скотину убейте. Если женщина пойдет к какой-нибудь скотине, чтобы совокупиться с нею, то убей женщину и скотину: да будут они преданы смерти, кровь их на них» (Лев. 20:15–16) — эти строки цитируют христиане, иудеи и мусульмане как категоричный запрет скотоложства.
Запрет на зоофилию в исламе основан на Коране, Сунне и хадисах пророка Мухаммада. Хадисы предусматривают смертную казнь для людей, вовлеченных в акт скотоложства.
В индуистских писаниях встречаются упоминания о религиозных деятелях, вступавших в сексуальный контакт с животными. Явные изображения занимающихся сексом с животными людей можно видеть среди тысяч скульптур «жизненных событий» на наружной стороне храмового комплекса в Кхаджурахо.
Буддизм рассматривает половое поведение с точки зрения того, является ли оно вредоносным. Предостережение против сексуальных проступков в настоящее время интерпретируется как запрещающее зоосексуальные половые контакты, наряду с гомосексуальностью, супружеской неверностью, изнасилованиями и проституцией. Многие виды сексуальных отношений прямо запрещены буддийским монахам и монахиням.
Согласно Сатанинской библии (p. 66), животные и дети неприкосновенны (половая неприкосновенность), так как считаются самым естественным выражением жизни.

## Зоофилия в медицине
Традиционно зоофилия считалась половым извращением, требующим медицинского вмешательства. Однако в современной медицине как парафилия диагностируется не любое отклонение от сексуальной нормы, а лишь такое, которое причиняет вред социальному благополучию субъекта (см. Диагностика сексуальных девиаций). Ввиду этого основная масса случаев зоофилии может рассматриваться как патология только с социальной, а не с медицинской точки зрения.
В текущей редакции Международной классификации болезней (МКБ-10), принятой Всемирной организацией здравоохранения в 1989 году, «расстройствам полового предпочтения», связанным с половым влечением к животным, отдельная рубрика не выделена. Для кодирования зоофилии используется код F65.8 — «другие расстройства сексуального предпочтения».
В американском Диагностическом и статистическом руководстве по психическим расстройствам, начиная с ревизии DSM-III-R, принятой в 1987 году, сексуальные отношения между человеком и животными сами по себе, как и их предпочтение, более не классифицируются как патологические, если эти отношения не являются причиной душевных страданий или препятствием для нормального функционирования личности.
В большинстве случаев сексуальные контакты с животными связаны с невозможностью полового удовлетворения путём контактов с другими людьми и прекращаются как только такая возможность появляется; отмечается, что зоофилия, связанная с исключительным влечением к животным, обычно сопровождается и другими патологиями, в том числе слабоумием.
Опасность с социальной точки зрения представляют случаи, когда стремление к половым контактам с животными сочетается с садистскими компонентами личности. Зоосадизм входит в так называемую «триаду Макдональда» (мочился в постели — совершал поджоги — мучил животных), характерную для серийных убийц. Ввиду этого считается, что присоединение садистического компонента делает сексуальные действия с животными общественно опасными.

### Частота встречаемости зоофилии
По исследованиям А. Кинси, в сельской местности зоофилия являлась достаточно распространённым явлением: 40—60 % юношей сообщали о такого рода контактах с животными. Современные исследования городского населения дают меньшие цифры. Так, Г. Б. Дерягин указывает, что, по данным его исследований, «реальные сексуальные контакты с животными испытали 2,9 % студенток и 1,4 % студентов выпускных курсов университетов». Этот же автор указывает, что основными сексуальными объектами зоофилов в современном городском обществе являются собаки и кошки, а большая часть сексуальных действий сводится к воздействию языка животного на половые органы зоофила. Случаи зоофильной мастурбации, орально-генитальных контактов с человеком в роли активного партнёра и попыток совокупления являются единичными.
Было выявлено, что у пациентов психиатрического профиля зоофилия встречается чаще (55 %), чем у контрольных групп больных соматическими заболеваниями (10 %) и медперсонала психиатрических больниц (15 %).
Сексуальные контакты с животными достаточно часто становятся предметом сексуальных фантазий. Так, в исследовании, проведённом Crépault и Couture (1980), 5,3 % мужчин сообщили о наличии у них подобных фантазий во время гетеросексуального полового акта. Подобные фантазии не обязательно означают стремление к переживанию таких контактов в реальной жизни и могут быть проявлением обычного любопытства. Тем не менее латентные зоофильные тенденции могут встречаться достаточно часто: на это указывает частота случаев, когда у людей наблюдается сексуальное возбуждение и интерес, связанные с наблюдением совокупления животных, отмеченная Massen (1994) и Masters (1962).
Сексуальные контакты с животными довольно часто выступают темой распространяемых в интернете порнографических текстов, фотографий и видеоклипов, существуют также интернет-сообщества зоофилов, целью которых является общение, обмен опытом, фото- и видеоматериалами.

### Зоофилия и здоровье
В большинстве случаев зоофильные контакты не несут угрозы для здоровья как соматического, так и психического. Зоофилы, как правило, не испытывают стремления избавиться от данного сексуального влечения.
Тем не менее определённые медицинские риски, связанные с сексуальными контактами с животными, всё же существуют. К ним относится возможность заражения зоонозами — инфекциями, передающимися от животных к человеку, такими как бруцеллёз, лептоспироз и другие. Возможны также аллергические реакции на выделения организма животного, травмы, в том числе внутренних органов (особенно при контактах с животными больших размеров: лошадьми, крупными породами собак).

## Зоофилы
Человек, имеющий влечение, направленное на животных, называется зоофилом. В повседневной речи термин «зоофил» означает любого человека, вступавшего в половые отношения с животными и может иметь негативную коннотацию. Может также проводиться разграничение «скотоложник» — «зоофил» (аналогичное описанному выше разграничению терминов «скотоложество» и «зоофилия»).
В среде зоофилов также проводится подобное разграничение: «зоофилом» называется человек с сильной привязанностью к животным, в основе которой могут лежать «родственные» отношения (в том числе сексуальные), противопоставляемые «собственническим», не связанным с заботой о животном партнёре.
Исследовав двенадцать студенток-зоофилок, Г. Б. Дерягин выявил у них следующие социально-психологические особенности:
- Большая доля лиц с бисексуальной половой ориентацией (до 75 %).
- Промискуитет и проституированность: 25 % опрошенных имели за жизнь несколько десятков партнёров, ещё 25 % — 10—20 партнёров; треть вступала в половые отношения за вознаграждение.
- Большое число лиц, подвергшихся в детском и подростковом возрасте сексуальному насилию и участвовавших в инцестуальных отношениях: 60 % опрошенных подвергались сексуальному насилию, 16,7 % — развратным действиям, 25 % участвовали в добровольном инцесте.
- Большой диапазон сексуальной приемлемости, включающий садомазохистские, педофильные и эксгибиционистские практики.

Тем не менее в этом же исследовании отмечается, что у лиц, вступавших в сексуальные контакты с животными, не наблюдается умственной деградации, не отмечается большего, чем у контрольной группы, уровня проблем, связанных с семейной жизнью, а также повышенной частоты употребления алкоголя и иных психоактивных веществ. Возраст начала половой жизни также не выше и не ниже типичного для рассматриваемых социальных групп.

## Зоофилия и закон
Зоофильные отношения во многих странах относятся к числу незаконных, либо попадают под закон о жестоком обращении с животными без специального упоминания сексуальности. Из-за того, что сексуальные отношения между человеком и животными не регламентируются законодательством, юридический статус зоофильных контактов остаётся неясным во многих странах.
В то время, как одни законы оказываются слишком узкоспециализированными, другие используют такие неопределённые понятия, как «содомия» или «скотоложество», которым не хватает легальной точности, вследствие чего остаётся непонятным, какие именно действия они описывают. Другие факторы, влияющие на судебный аспект, включают вынужденные признания в плохом обращении с животными, умелое использование несвязанных законов и столкновение с некодифицированными культурными нормами, запретами и социальными табу. Согласно Поснеру (Posner) (1996):
«Существуют основания полагать, что скотоложество особым образом клеймится из-за страха того, что оно может привести к рождению монстров […] На ранних стадиях развития прецедентной системы общего права не было определено такого преступления, как „жесткое обращение с животными“ […] Основная идея положений о жестоком обращении с животными отличается от идеи традиционного положения о содомии. Положения, направленные на предотвращение жестокости, принимают во внимание как качество обращения с животными, так и нарушение социальных норм принятых в обществе, в то время как постановления, направленные против скотоложества, исходят из убеждений, нацеленых только на пресечение нарушений социальных норм».
Зоосексуальность незаконна во многих странах, включая Великобританию, Канаду, Австралию и большинство американских штатов. Некоторые страны (например, Россия) имеют промежуточную позицию, запрещая только распространение порнографии с животными.
- Во многих штатах США «законы против содомии» (в широком понимании содомии) были отменены судами в ходе дела «Лоуренс против Техаса», которое постановило, что ощущение морального неодобрения является недостаточным для оправдания запрета.
- В некоторых странах существовали специальные законы, запрещавшие одиноким мужчинам жить с самками животных.

## Дестигматизация зоофилии
Современные исследователи зоофилии, начиная от Мастерса (англ. R.E.L. Masters) (1962) и заканчивая Андреа Битз (2002), приходят к следующим выводам:
- Основным аспектом изучения проблемы должны быть эмоции, взаимоотношения и мотивации. Важно оценивать не только половой контакт как таковой, но и природу самого поступка (Мастерс, Милетски, Битз).
- Эмоции, чувства зоофилов и забота о животном могут быть подлинными, родственными, аутентичными и, по мере потребностей животного, обоюдными, а не только служить заместителем или знаком их выражения (Мастерс, Милетски, Вайнберг, Битз)[24]

- Большинство зоофилов имеют (или имели) сексуальные отношения с людьми, наряду с зоосексуальными. (Мастерс, Битз)[25]
- В настоящее время общество введено в значительное заблуждение относительно проблемы зоофилии и её аспектов. (Мастерс, Милетски, Вайнберг, Битз)[26]
- Вопреки распространённому убеждению, на практике имеет место значительный популярный или «латентный» интерес к спариванию и сексуальному поведению животных, зоофилии, как воображаемой, так и реальной (Нэнси Фрайди, Мэссен, Мастерс).
- Существенные различия между зоофилией и зоосадизмом подчёркиваются всеми перечисленными исследователями.
- Мастерс (1962), Милетски (1999) и Вайнберг (2003) отмечают и комментируют серьёзный социальный вред, причиняемый многими распространёнными предрассудками относительно зоофилии.

Несмотря на то, что результаты современных исследований согласуются с заявлениям сторонников дестигматизации зоофилии, общественность по-прежнему враждебно относится к идее сексуальных отношений между человеком и животными.
Сторонники пересмотра взглядов на зоофилию утверждают, что взаимоотношения человека и животных могут выходить за рамки сексуальных отношений, что подтверждается исследованиями, а также что животные, в свою очередь, тоже способны к формированию подлинных интимных отношений, которые могут длиться в течение сравнительно долгого времени и функционально не отличаться от любых других любовно-сексуальных отношений.
Некоторыми исследователями утверждается, что по крайней мере некоторые виды животных способны к обоюдному сексуальному контакту с человеком.

### Зоосексуальность
С 1980-х годов отдельными авторами используются такие термины, как «зоосексуальность» (весь спектр эмоциональной или сексуальной привлекательности животных или сексуальной ориентации на животных) и «зоосексуал». Бо́льшую популярность термины получили благодаря исследованиям Хани Милетски (1999, 2002). Первое задокументированное онлайн использование термина (недоступная ссылка) (англ.) отмечено в телеконференции в марте 1994 года; в это время он уже был термином с хорошо устоявшимся значением, не требующим дополнительных объяснений.
Этот подход связан с изучением полового влечения человека к особям других биологических видов, как возможной сексуальной ориентации. Для человека с подобной сексуальной ориентацией сторонники этого подхода предлагают использовать термин зоосексуал, взамен используемому в сексопатологии термину зоофил. Термин зоосексуальность считается описательным, безоценочным, лишённым клинической и юридической коннотации термин. Зоосексуальность, в сравнении с термином гомосексуальность, имеет более узкую область значений — например, сторонники использования этого термина не определяют, может ли зоосексуал иметь в качестве партнёра человека.
Идея зоосексуальности как добровольной сексуальной ориентации противопоставляется фетишизму (сексуальной фиксации на объекте), парафилии и эмоциональной связи.
Эта терминология не является общепринятой; даже в новейших научных работах по сексологии по отношению к непатологическому влечению к животным продолжает использоваться термин «зоофилия», не говоря уже о признании зоосексуальности как одной из сексуальных ориентаций.

## Зоофилия в искусстве и кино
- Леда и лебедь — популярный сюжет в европейском искусстве начиная с эпохи Возрождения. В его основе — античный сюжет о том, как Зевс овладел Ледой, превратившись в лебедя. Русский поэт Евгений Баратынский в 1824 г. написал стихотворение «Леда», в котором эротично и завуалированно изображён половой акт между женщиной и лебедем.
- Документальный фильм «Зоопарк» (Zoo) о американских зоофилах был показан на Каннском кинофестивале[30].
- Художественный фильм «Свинарник» (Porcile / Pigsty), 1969 г, режиссёр Пьер Паоло Пазолини. Антибуржуазная драма из двух параллельных сюжетов. Один из них происходит в настоящее (для автора) время, по сюжету Юлиан, сын богатого немецкого промышленника Клотца из Рура, испытывает патологическое влечение к свиньям. Они оказываются для него намного более привлекательными, чем его невеста Ида. В итоге свиньи съедают скотоложца.
- Художественный фильм «Аморальные женщины» (фр. Les heroines du mal), 1979, режиссёр — Валериан Боровчик
  - Вторая из трёх киноновелл — «Марселина». Сюжет основан на любви главной героини и белого кролика с элементами сексуальной игры.
  - Третья киноновелла — «Мари» — демонстрирует роман между главной героиней и её крупной собакой Цезарем. Цезарь сначала спасает Мари от похитителя, «кастрируя» его укусами в пах, а потом так же поступает и с мужем Мари, к её явному удовольствию. В финале обнажённая Мари обнимается с собакой.
- Художественный фильм «Непристойность» (итал. Oscenita / Quando l’amore e oscenita), 1980, режиссёр: Ренато Польселли. Драма с элементами порнографии, содержит откровенную сцену совокупления женщины-проститутки с ослом. Проститутку для своего животного нанимает фермер.
- Художественный фильм «Калигула: Нерассказанная история» (Caligola — La storia mai raccontata), 1982, режиссёр: Джо д’Амато. Историческая драма с элементами порнографии, содержит откровенную сцену подготовки рабыней коня к половому акту и последующую сцену коитуса с ним (инсценировка). Сцена происходит в рамках изображения оргии с участием римской аристократии, за которой наблюдает император Калигула
- Художественный фильм «Письма в кружевах» (чеш. Dopisy v krajkách), 2003, Чехия, режиссёр: чеш. Jaroslav Pozzi. Телевизионная эротическая комедия о жизни французской аристократии XVIII века. По сюжету, аристократка решает жить, имитируя кобылу — живя в стайне с лошадьми, запрягаясь в повозку и т. п. В одной из сцен показана подготовка к её совокуплению с настоящим конём.
- Художественный фильм «Красавица и чудовище» (La bella e la bestia), 1977, Италия, режиссёр: Luigi Russo. Вторая из четырёх новелл, «итал. Zooerastia (Venus of the Animals)», рассказывает о жестоком муже (российский дворянин XIX века), наказавшем за измену жену, закрыв её голой в помещении, где содержатся собаки и лошади. В отместку женщина вступает в половые связи с конём и собакой (сцена дана намёком).
- Художественный фильм «Макс, моя любовь» (фр. Max mon amour), 1986, США-Франция, режиссёр: Нагиса Осима. По сюжету, главный герой Питер, английский дипломат в Париже, подозревает свою жену Маргарет в измене и нанимает частного детектива. От него он узнаёт, что жена снимает квартиру, в которой с кем-то встречается. Улучив момент, Питер врывается в квартиру и застаёт Маргарет в постели с шимпанзе по имени Макс.
- «Свадебная ваза» — чёрно-белый фильм 1974 года Тьерри Зено о помешательстве фермера.
- «Эквус» — художественный фильм 1977 года, мистическая драма, главный герой которой, психически больной юноша, в буквальном смысле обожествляет лошадей, и в результате телесного контакта (негенитального) с ними получает сексуальную разрядку.
- «Легенда о Нараяме» — художественный фильм 1983 года Сёхэй Имамура. Одному из персонажей фильма — молодой вдове Оэй — во сне приходит покойный муж, который говорит, что она обязана переспать со всеми взрослыми мужчинами селения, и тогда он обретёт полный покой в загробном мире. Молодая вдова выполняет это указание, но отказывается переспать с местным изгоем, нечистоплотным, отвратительно пахнущим мужчиной. Отвергнутый мужчина подглядывает за интимными встречами Оэй и снимает половое возбуждение, совокупляясь со сторожевой цепной собакой.